# Rue des Maronites
Pour les articles homonymes, voir Rue de Constantine.
La rue des Maronites est une rue située dans le 20e arrondissement de Paris, en France.

## Situation et accès
La rue des Maronites est desservie par la ligne 2 aux stations Couronnes et Ménilmontant.
Voies rencontrées
- La rue du Pressoir
- La rue du Liban
- La rue Julien-Lacroix

## Origine du nom

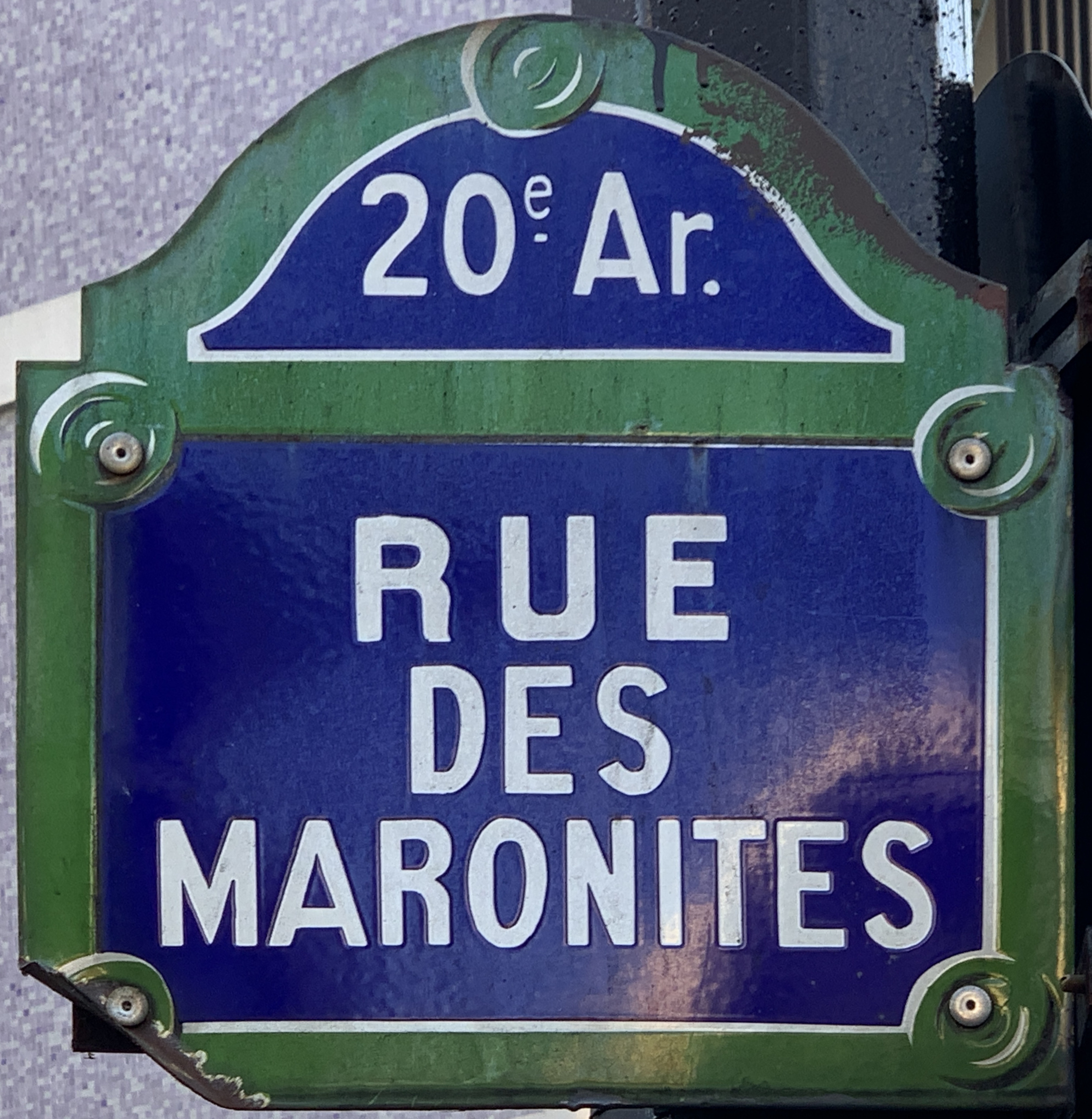
Plaque de la rue.

Elle porte le nom des Maronites, une communauté catholique orientale du Liban, de rite syriaque antiochien, ayant pour fondateur saint Maron, vivant au IVe siècle. Le chef religieux des Maronites a le titre de patriarche d’Antioche et de tout l’Orient et réside à Bkerké au Liban. 

## Historique
Elle est ouverte en tant que rue sur l'ancienne commune de Belleville par une ordonnance du 20 juillet 1836, puis inaugurée sous le nom de « rue de Constantine » en mémoire de la  prise de Constantine en 1837, sur l'emplacement d'un chemin figurant sur le plan de Roussel de 1730.
Classée dans la voirie parisienne en vertu d'un décret du 23 mai 1863, elle prend sa dénomination actuelle par un arrêté du 26 février 1867, pour la différencier de la rue de Constantine qui était à Paris.

## Bâtiments remarquables et lieux de mémoire

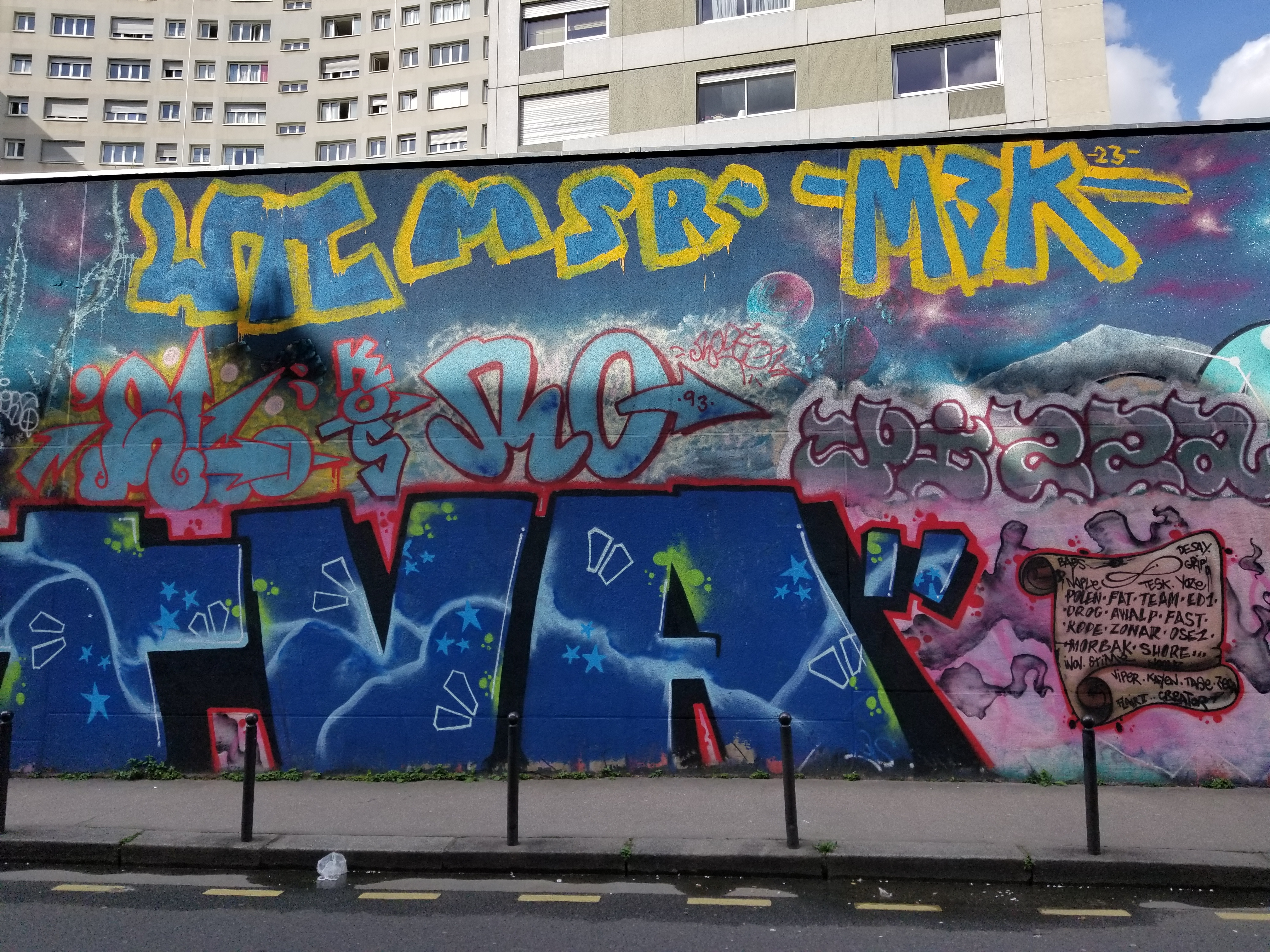
Des graffitis de street art sur un mur de la rue en 2024

- No 42 : la façade de l'ancienne école maternelle, désormais occupée par un service administratif de la Mairie de Paris[2]. Cette belle école en brique, typique des « écoles de Jules Ferry » formait un groupe scolaire avec l'école élémentaire Étienne-Dolet attenante qui, elle, accueille toujours des élèves.
- la résidence du Pressoir

## Sources
- Bernard Stéphane, Dictionnaires des noms de rues, Paris, Édition Mengès, 1977, 786 p.  (ISBN 2-8562-0454-6).